# メジロデュレン
メジロデュレン（欧字名:Mejiro Durren、1983年5月1日 - 2009年10月15日）は、日本の競走馬、種牡馬。
主な勝ち鞍は、1986年の菊花賞（GI）、1987年の有馬記念（GI）。半弟には、菊花賞兄弟勝利、さらに天皇賞（春）を連覇したメジロマックイーン（父:メジロティターン）がいる。

## 生涯

### デビューまで
北海道浦河町の吉田堅牧場は、メジロ牧場をはじめとするメジロ系列が生産した牝馬を預かり競走馬生産を行っていた。1978年のメジロオーロラもメジロ牧場の生産馬である。吉田はメジロオーロラを当歳から高く評価しており、競走馬としては1勝に終わったが、メジロ牧場の代表北野豊吉を説得し、引退後は吉田堅牧場で繁殖牝馬となった。初年度の配合相手は、北野豊吉とシンボリ牧場の和田共弘が日本に導入し、メジロ牧場に繋養されたフィディオンが選ばれた。
1983年5月1日、吉田堅牧場にてメジロオーロラの初仔となる牡馬（後のメジロデュレン）が誕生。父母共にあまり評価は高いとは言えず、初仔にかかる期待は「平均的なもの」（阿部珠樹）であった。母仔は似て気が強く、母は初めての仔であったために仔の乳飲みを拒むこともあった。メジロ牧場に移って育成が施されたが同様に、実力が抜き出ていたわけではなかった。怪我などトラブルないまま、開業8年目で44歳の若手調教師であった池江泰郎調教師の管理馬となり、母と同じ、栗東トレーニングセンターの池江厩舎に入厩した。所有は預託の通りメジロ系列の、株式会社メジロ商事が所有することとなり、冠名の「メジロ」を用いて「メジロデュレン」と命名された。

### 競走馬時代

#### 3歳（1985年）
1985年8月31日、函館競馬場の新馬戦（芝1200メートル）に村本善之が騎乗しデビューした。同じメジロ牧場生産のスイートナディアが単勝オッズ1.0倍の1番人気に推される一方、メジロデュレンへの単勝式の投票は552票に留まる7頭立て5番人気で出走した。逃げたスイートナディアがそのまま逃げ切り勝利し、メジロデュレンは先行から3着、この敗戦に村本は距離延長を提案した。しかし、200メートル短縮した函館芝1000メートルの新馬戦に出走し、先行からアタマ差及ばず2着に敗れた。函館では初勝利に届かないまま、栗東トレーニングセンターに舞い戻った。池江は、向いていない短距離での2戦と栗東に戻った後の動きを見て、いずれ血統傾向に合致する長距離適性を感じ取っていた。しかし、膝を骨折してしまい長期休養となった。

#### 4歳（1986年）
故障の間に、4歳となった。骨折から7か月後の1986年5月10日、京都競馬場の未勝利戦（芝1600メートル）で復帰し、2番人気に推されていた。2番手から直線で逃げ馬と4馬身の差があったが、村本の大きな追い動作から少しずつ伸びた。逃げ馬を半馬身かわして先頭となり、初勝利となった。池江は、伸びるまでに時間を要したレースぶりに、今後は長距離レースへの出走することを決意した。続く400万円以下の条件戦では、距離を延長して2000メートル以上のレースを走った。条件戦初戦と2戦目は後方待機からの追い込みが届かず2着、5着に敗れたが、3戦目の中京競馬場、なでしこ賞で先行策から、第3コーナーから加速して先頭となり、そのまま2勝目となった。
池江が夏に管理馬を多く出走させる函館競馬場に移り、格上挑戦でオープン競走の巴賞に出走した。重賞優勝馬のドウカンヤシマなど古馬と初対決となり、5頭立て4番人気であった。天皇賞3着のウインザーノットがレコードタイムで逃げ切り勝利する中、その2馬身ほど離された3着に敗れたが、ドウカンヤシマには先着した。続いて自己条件の900万円以下に戻って樽前山特別に出走し、再び第3コーナーで仕掛けて3勝目を挙げた。
菊花賞参戦を見据えて栗東に戻り、同じ京都競馬場芝3000メートルの条件戦、嵐山特別（1400万円以下）に出走。重賞優勝経験のある古馬のハクリョウベルが出走するなど、大勢が古馬というメンバーであったが、単勝オッズ1.7倍の1番人気に推された。後方待機から、第3コーナーの坂の下りから村本に促され前進し、最終コーナーで逃げ馬に並びそのまま直線ではその逃げ馬と競り合った。ゴール板まで続き、クビ差残して入線し勝利した。
続いて、菊花賞（GI）に出走、当日の京都競馬場は雨が降っていたが、良馬場であった。1番人気には、古馬相手の高松宮杯を優勝したラグビーボールが推され、神戸新聞杯、京都新聞杯優勝のタケノコマヨシ、セントライト記念優勝のレジェンドテイオー、同期の東京優駿（日本ダービー）優勝馬ダイナガリバーなどが人気を集める中、6番人気という評価であった。レジェンドテイオーが逃げ、ダイナガリバーが4番手ほど、メジロデュレンとラグビーボールは中団に位置した。メジロデュレンが向こう正面で好位まで位置を上げ、ダイナガリバーと並びかけていた。2000メートル通過が2分7秒と遅いペースで先行有利の展開となり、ラグビーボールは6番手まで浮上した。ダイナガリバーの外から並びかけて直線コースに入り、直前で半馬身抜け出して先頭で入線した。
村本は最終コーナーで勝利を確信し「大差で勝つような馬ではないが、競り合ったらメジロデュレンは負けない」と話した。メジロ系列は、クラシック三冠競走初制覇となった。前週に行われたエリザベス女王杯で優勝した史上初の牝馬三冠を達成したメジロラモーヌに続いて2週連続で「メジロ」系列が勝利となり、前週に引き続きメジロ牧場の創設者北野豊吉の遺影に収められて表彰式に参加した。豊吉の遺影を持つ妻のミヤは「雲の上に載っているみたい。まさか勝てるとは…」と証言した。これまで1982年菊花賞優勝のホリスキーから始まった関東（美浦トレーニングセンター）所属の牡馬によるクラシック連勝記録を12で止める関西所属馬の勝利であった。
有馬記念はファン投票で10位の70623票を集めたが、出走しなかった。牝馬三冠のメジロラモーヌは有馬記念を最後に4歳で引退し，メジロの期待はメジロデュレンが担うことになった。

#### 5歳（1987年）
休養に入り、メジロの方針である「天皇賞制覇」を目標となった。日経新春杯（GII）で始動し、フレッシュボイスに5馬身つけられた3着に敗退。直後に、骨折が判明して天皇賞（春）を断念してメジロ牧場に放牧された。骨折が癒えた後、10月24日のカシオペアステークスで復帰し5着敗退。続いて鳴尾記念（GII）に2番人気で出走するも、勝利したタマモクロスに1.8秒離され、初めて掲示板外となる10着に敗れた。骨折復帰後の連敗に周囲は、馬体重の増加、3戦全敗の阪神競馬場、休み明けで感覚が戻っていないことなどに求めていた。
有馬記念のファン投票で出走権利を得ていたが、メジロ牧場側は鳴尾記念で大敗したことから辞退して、来春の天皇賞（春）に備えようと考えていた。しかし、池江はメジロデュレンの状態が良化して菊花賞並の状態であったことから有馬記念出走を願い出て、説得させて出走に至った。
12月27日の第32回有馬記念では、二冠のサクラスターオー、牝馬二冠のマックスビューティ、東京優駿（日本ダービー）優勝メリーナイスの4歳馬が参戦。ジャパンカップ日本調教馬最先着の3着となり、外国馬におよそ1馬身まで迫ったダイナアクトレス、前年の有馬記念優勝のダイナガリバーが連覇を狙うなどが出走し、メジロデュレンは10番人気という支持だった。
スタートから3番人気のメリーナイスがつまずいて落馬、1番人気のサクラスターオーが第3コーナーで故障発生し、有力馬の2頭が競走中止となった。後方待機していたメジロデュレンは、サクラスターオーが後退したことで生まれたスペースを利用して進出し、好位で最後の直線に差し掛かった。粘るハシケンエルドとミスターブランディを外からかわして先頭となり、内から抜け出したユーワジェームスを半馬身退けて先頭で決勝線を通過した。10番人気メジロデュレンの単勝式「7」は2410円、また7番人気ユーワジェームスを併せたゾロ目の枠番連勝式「4 - 4」は1万6300円、両方が有馬記念歴代最高配当を更新する波乱となった。村本は勝利できると思っておらず、一応の勝因には馬体重を挙げたが出走前は「入着ぐらい」と考えているに過ぎなかった。サクラスターオーとメリーナイスが競走中止するアクシデントのために、インタビューを受ける村本は喜びを態度に表すことができなかった。

#### 6歳（1988年）
6歳となり、前年出走できなかった天皇賞（春）を目指して、阪神大賞典4着、サンケイ大阪杯7着から天皇賞（春）に参戦した。しかし、当日の京都競馬場へ輸送する馬運車の中で外傷を負ってからの出走となり、タマモクロスにかわされて3着に敗れた。続く宝塚記念もタマモクロスに敗れて7着に敗れた。次第にゲートで出遅れるようになり、良績を残すことができなかった。
夏は函館競馬場で過ごし、秋は富士ステークス8着、ジャパンカップ11着、有馬記念5着に終わった。なお、有馬記念でスーパークリークはメジロデュレンの進路を妨害したとして失格処分を受けている。
有馬記念でのゲート入りで立ち上がるなど枠入り不良と判断されて、3か月の出走停止が命じられた。停止措置が明けても出走せず、競走馬を引退した。

### 種牡馬時代
競走馬引退後は、メジロ牧場で1年間の休養し、北海道沙流郡門別町の門別スタリオンステーションにて種牡馬となった。特筆すべき産駒は、新潟県競馬の重賞である新潟ジュニアカップを勝ったライデンホースくらいであった。1994年を最後に種牡馬から引退。つま恋乗馬クラブで乗馬となった。さらにその後、長野県のスエトシ牧場に移され余生を送っていたが2009年10月15日に老衰のため死亡した。

## 競走成績
以下の内容は、netkeiba.com及びJBISサーチ、『優駿』2011年1月号の情報に基づく。
| 競走日     | 競馬場 | 競走名         | 格   | 距離（馬場）  | 頭 数 | 枠 番 | 馬 番 | オッズ （人気） | 着順 | タイム | 着差 | 騎手      | 斤量 | 1着馬（2着馬）       |
| ---------- | ------ | -------------- | ---- | ------------- | ----- | ----- | ----- | --------------- | ---- | ------ | ---- | --------- | ---- | -------------------- |
| 1985.08.31 | 函館   | 3歳新馬        |      | 芝1200m（良） | 7     | 4     | 4     | 042.10（5人）   | 03着 | 1:12.5 |      | 0村本善之 | 53   | スイートナディア     |
| 0000.09.22 | 函館   | 3歳新馬        |      | 芝1000m（良） | 7     | 7     | 7     | 006.40（3人）   | 02着 | -059.7 |      | 0村本善之 | 53   | アカネライコウ       |
| 1986.05.10 | 京都   | 4歳未勝利      |      | 芝1600m（良） | 10    | 4     | 4     | 003.50（2人）   | 01着 | 1:39.5 | -0.1 | 0村本善之 | 55   | （プロンプトメア）   |
| 0000.05.24 | 阪神   | 4歳400万下     |      | 芝2200m（良） | 12    | 3     | 3     | 003.10（1人）   | 02着 | 2:17.5 | -1.3 | 0村本善之 | 55   | ターゴフレーム       |
| 0000.06.08 | 阪神   | かきつばた賞   | 4下  | 芝2500m（良） | 12    | 5     | 5     | 006.30（4人）   | 05着 | 2:39.6 | -2.0 | 0村本善之 | 55   | モガミシール         |
| 0000.06.28 | 中京   | なでしこ賞     | 4下  | 芝2000m（良） | 10    | 8     | 9     | 007.30（5人）   | 01着 | 2:03.1 | -0.1 | 0村本善之 | 55   | （アイノヒーロ）     |
| 0000.08.03 | 函館   | 巴賞           | OP   | 芝1800m（良） | 5     | 1     | 1     | 013.70（4人）   | 03着 | 1:46.7 | -0.3 | 0村本善之 | 53   | ウインザーノット     |
| 0000.08.24 | 函館   | 樽前山特別     | 9下  | 芝2000m（良） | 8     | 5     | 5     | 002.60（2人）   | 01着 | 2:00.5 | -0.1 | 0村本善之 | 54   | （アズマグリント）   |
| 0000.10.11 | 京都   | 嵐山特別       | 14下 | 芝3000m（稍） | 7     | 6     | 6     | 001.70（1人）   | 01着 | 3:10.5 | -0.1 | 0村本善之 | 54   | （イチヨシマサル）   |
| 0000.11.09 | 京都   | 菊花賞         | GI   | 芝3000m（良） | 21    | 6     | 13    | 011.30（6人）   | 01着 | 3:09.2 | -0.1 | 0村本善之 | 57   | （ダイナガリバー）   |
| 1987.01.25 | 京都   | 日経新春杯     | GII  | 芝2200m（重） | 7     | 7     | 7     | 002.80（2人）   | 03着 | 2:17.0 | -0.9 | 0村本善之 | 56   | フレッシュボイス     |
| 0000.10.24 | 京都   | カシオペアS    | OP   | 芝2000m（稍） | 10    | 3     | 3     | 005.50（3人）   | 05着 | 2:06.3 | -0.6 | 0村本善之 | 58   | ハシケンエルド       |
| 0000.12.06 | 阪神   | 鳴尾記念       | GII  | 芝2500m（稍） | 13    | 8     | 12    | 004.40（2人）   | 10着 | 2:34.8 | -1.8 | 0村本善之 | 58   | タマモクロス         |
| 0000.12.27 | 中山   | 有馬記念       | GI   | 芝2500m（良） | 16    | 4     | 7     | 024.1（10人）   | 01着 | 2:33.9 | -0.1 | 0村本善之 | 57   | （ユーワジェームス） |
| 1988.03.13 | 阪神   | 阪神大賞典     | GII  | 芝3000m（稍） | 7     | 3     | 3     | 003.90（2人）   | 04着 | 3:12.8 | -0.7 | 0村本善之 | 58   | タマモクロス         |
| 0000.04.03 | 阪神   | サンケイ大阪杯 | GII  | 芝2000m（良） | 12    | 4     | 4     | 008.80（5人）   | 07着 | 2:02.3 | -0.6 | 0村本善之 | 59   | フレッシュボイス     |
| 0000.04.29 | 京都   | 天皇賞（春）   | GI   | 芝3200m（稍） | 18    | 3     | 5     | 004.90（2人）   | 03着 | 3:22.7 | -0.9 | 0村本善之 | 58   | タマモクロス         |
| 0000.06.12 | 阪神   | 宝塚記念       | GI   | 芝2200m（稍） | 13    | 5     | 8     | 014.20（5人）   | 07着 | 2:14.2 | -1.0 | 0村本善之 | 57   | タマモクロス         |
| 0000.11.13 | 東京   | 富士S          | OP   | 芝1800m（良） | 10    | 4     | 4     | 018.10（6人）   | 08着 | 1:48.5 | -1.6 | 0村本善之 | 57   | セーラムドライブ     |
| 0000.11.27 | 東京   | ジャパンC      | GI   | 芝2400m（良） | 14    | 5     | 10    | 044.5（12人）   | 11着 | 2:26.5 | -1.0 | 0村本善之 | 57   | ペイザバトラー       |
| 0000.12.25 | 中山   | 有馬記念       | GI   | 芝2500m（良） | 13    | 5     | 8     | 022.80（7人）   | 05着 | 2:34.6 | -0.7 | 0村本善之 | 56   | オグリキャップ       |

## エピソード
- 生産者の吉田堅とその息子の隆は、菊花賞の日に赤飯を炊き優勝していた[20]。翌年、生産馬の成績が振るわなかった。そこで年末の有馬記念当日、気晴らしに朝から赤飯を炊いたところ、再び優勝を果たしている[20]。
- メジロデュレンが制した全重賞競走において他の出走馬が競走中止となる事態が発生している（1986年の菊花賞ではサニーライト[21]、翌年の有馬記念ではサクラスターオー及びメリーナイスが競走中止となった[22]）。
- 横尾一彦は「メジロデュレンは重賞競走初出走となった菊花賞で同世代のダービー馬などに勝利し多くの競馬ファンを驚愕させ、その後は凡走を繰り返したが、翌年の有馬記念を二桁人気で制し再び多くの競馬ファンを驚かした」ことから「まるでニツトエイト[23]の戦歴のようだ」と評価し、メジロデュレンを「異色のステイヤー」と呼んだ[24]。

## 血統表
| メジロデュレンの血統              | メジロデュレンの血統                     | メジロデュレンの血統                     | （血統表の出典）                         | （血統表の出典） |
| 父系                              | テディ系                                 | テディ系                                 | テディ系                                 |                  |
| 父 *フィディオン Fidion 1972 鹿毛 | 父の父Djakao 1966                        | Tanerko                                  | Tantieme                                 | Tantieme         |
| 父 *フィディオン Fidion 1972 鹿毛 | 父の父Djakao 1966                        | Tanerko                                  | La Divine                                |                  |
| 父 *フィディオン Fidion 1972 鹿毛 | 父の父Djakao 1966                        | Diagonale                                | Ribot                                    | Ribot            |
| 父 *フィディオン Fidion 1972 鹿毛 | 父の父Djakao 1966                        | Diagonale                                | Barley Corn                              |                  |
| 父 *フィディオン Fidion 1972 鹿毛 | 父の母Thessalie 1963                     | Sicambre                                 | Prince Bio                               | Prince Bio       |
| 父 *フィディオン Fidion 1972 鹿毛 | 父の母Thessalie 1963                     | Sicambre                                 | Sif                                      |                  |
| 父 *フィディオン Fidion 1972 鹿毛 | 父の母Thessalie 1963                     | La Tournelle                             | Tourment                                 | Tourment         |
| 父 *フィディオン Fidion 1972 鹿毛 | 父の母Thessalie 1963                     | La Tournelle                             | Vatellino                                |                  |
| 母 メジロオーロラ 1978 栗毛       | 母の父*リマンド Remand 1965 栗毛         | Alcide                                   | Alycidon                                 | Alycidon         |
| 母 メジロオーロラ 1978 栗毛       | 母の父*リマンド Remand 1965 栗毛         | Alcide                                   | Chenille                                 |                  |
| 母 メジロオーロラ 1978 栗毛       | 母の父*リマンド Remand 1965 栗毛         | Admonish                                 | Palestine                                | Palestine        |
| 母 メジロオーロラ 1978 栗毛       | 母の父*リマンド Remand 1965 栗毛         | Admonish                                 | Warning                                  |                  |
| 母 メジロオーロラ 1978 栗毛       | 母の母メジロアイリス 1964 黒鹿毛         | *ヒンドスタン                            | Bois Roussel                             | Bois Roussel     |
| 母 メジロオーロラ 1978 栗毛       | 母の母メジロアイリス 1964 黒鹿毛         | *ヒンドスタン                            | Sonibai                                  |                  |
| 母 メジロオーロラ 1978 栗毛       | 母の母メジロアイリス 1964 黒鹿毛         | アサマユリ                               | ボストニアン                             | ボストニアン     |
| 母 メジロオーロラ 1978 栗毛       | 母の母メジロアイリス 1964 黒鹿毛         | アサマユリ                               | トモエ                                   |                  |
| 母系(F-No.)                       | アサマユリ（アストニシメント）系(FN:7-c) | アサマユリ（アストニシメント）系(FN:7-c) | アサマユリ（アストニシメント）系(FN:7-c) | [ § 2 ]          |
| 5代内の近親交配                   | アウトブリード                           | アウトブリード                           | アウトブリード                           | [ § 3 ]          |
| 出典                              | 1. 2. 3.                                 | 1. 2. 3.                                 | 1. 2. 3.                                 | 1. 2. 3.         |